# Водяника обоеполая
Водяника обоеполая, или Шикша гермафродитная (лат. Empetrum nigrum subsp. hermaphroditum) — многолетние кустарнички, подвид цветковых растений рода Водяника (Empetrum) семейства Вересковые (Ericaceae). 
По различным классификациям водянику обоеполую относят к виду или подвиду: по классификации WFO Plantlist на декабрь 2023 года ранг таксона понижен до подвида водяники чёрной (Empetrum nigrum) и переводом латинского названия является Водяника чёрная подвид обоеполая, но по классификации GBIF на февраль 2024 года  — таксон имеет ранг вида с научным названием Empetrum hermaphroditum Hagerup.

## Ботаническое описание
Многолетние кустарнички обычно с укороченными, многочисленными, сильно ветвистыми стелющимися стеблями. Молодые побеги от зеленоватого до терракотового тона, покрыты желёзками янтарного цвета, 2- и 3-х летние веточки терракотовой, кирпичной, реже коричнево-каштановой окраски.
Листья густо расположенные с направлением роста перпендикулярно или косо вверх по отношению к веточкам. По форме узко-яйцевидные или узко-эллиптические с отношением длины к ширине как 3(4):1. В сухом состоянии гладкие, глянцевитые (видовой признак).
Цветки обоеполые, в основании с плотно прижатыми 4 чешуевидными перекрывающимися прицветничками. Располагаются в пазухах листьев одиночно, реже по 2–3. Чашечка трёхлистная, чашелистики ложковидные, около 1,5 мм в длину и ширину. Лепестков три, розоватые, в среднем 2,3 мм длиной и 1,1–1,5 мм шириной, без выраженного ноготка. Тычинок три (изредка 4 или 6), пыльники короткие, широко эллиптические, тычиночные нити в 2–2,5 раза длиннее лепестков. Пестик с лучистым рыльцем с 9 зубчатыми лопастями.
Плод — чёрная ягода-костянка с 6–8 косточками, около 2 мм длиной и до 1,5 мм диаметром.
Хромосомное число 2n=52.

## Распространение и экология
Природный ареал охватывает субарктические регионы — Шпицберген, Гренландия, Скандинавия (северные области Швеции и Норвегии), Исландия, изредка встречается в Англии. В России распространен в Арктике, северных областях Европейской части, в Западной Сибири. Вид включен в ботанический атлас растений Ленинградской области.
Произрастает преимущественно в тундровой зоне, по вершинам гор, реже встречается в светлых лесах и на торфяных болотах. Обычно образует густозаселённые колонии.

## Классификация

### Таксономия
Empetrum nigrum subsp. hermaphroditum (Hagerup) Böcher, 1952, Meddel. Grønland 147(9): 81
Подвид Водяника чёрная подвид обоеполая относится к виду Водяника чёрная (Empetrum nigrum) рода Водяника (Empetrum) подсемейства Эриковые (Ericoideae) семейства Вересковые (Ericaceae) порядка Верескоцветные (Ericales). Таксономическая схема в соответствии с Системой APG IV по состоянию на декабрь 2023 года:
|  |                                      |  |                                   |                                   |                      |  | ещё 21 семейство | ещё 21 семейство |                 |  |                                  |  | еще 3 подтвержденных вида и 4 таксона, ожидающих подтверждения | еще 3 подтвержденных вида и 4 таксона, ожидающих подтверждения |  |
|  |                                      |  |                                   |                                   |                      |  | ещё 21 семейство | ещё 21 семейство |                 |  |                                  |  | еще 3 подтвержденных вида и 4 таксона, ожидающих подтверждения | еще 3 подтвержденных вида и 4 таксона, ожидающих подтверждения |  |
|  |                                      |  |                                   | порядок Верескоцветные            |                      |  |                  |                  | род Водяника    |  |                                  |  |                                                                |                                                                |  |
|  |                                      |  |                                   | порядок Верескоцветные            |                      |  |                  |                  | род Водяника    |  | Водяника чёрная подвид обоеполая |  |                                                                |                                                                |  |
|  | отдел Цветковые, или Покрытосеменные |  |                                   |                                   | семейство Вересковые |  |                  |                  | Водяника чёрная |  |                                  |  |                                                                |                                                                |  |
|  | отдел Цветковые, или Покрытосеменные |  |                                   |                                   |                      |  |                  |                  |                 |  |                                  |  |                                                                |                                                                |  |
|  |                                      |  | ещё 63 порядка цветковых растений | ещё 63 порядка цветковых растений |                      |  |                  | еще 20 родов     | еще 20 родов    |  |                                  |  |                                                                |                                                                |  |
|  |                                      |  |                                   | ещё 63 порядка цветковых растений |                      |  |                  |                  | еще 20 родов    |  |                                  |  |                                                                |                                                                |  |

### Синонимы
- Empetrum eamesii subsp. hermaphroditum (Hagerup) D.Löve
- Empetrum hermaphroditum Hagerup
- Empetrum hermaphroditum var. americanum V.N.Vassil.
- Empetrum nigrum f. hermaphroditum (Hagerup) Lange
- Empetrum nigrum var. hermaphroditum (Hagerup) T.J.Sørensen